# Нестельбах-им-Ильцталь
Нестельбах-им-Ильцталь (нем. Nestelbach im Ilztal) — коммуна в Австрии, в федеральной земле Штирия. 
Входит в состав округа Фюрстенфельд.  Население составляет 1148 человек (на 31 декабря 2005 года). Занимает площадь 14,43 км².

## Политическая ситуация
Бургомистр коммуны — Аугуст Фридхайм (GL) по результатам выборов 2005 года.
Совет представителей коммуны (нем. Gemeinderat) состоит из 15 мест.
- местный список: 12 мест.
- СДПА занимает 3 места.